# Жалтырколь (Аулиекольский район)
Жалтырколь (каз. Жалтыркөл) — село в Аулиекольском районе Костанайской области Казахстана. Входит в состав Москалевского сельского округа. Находится примерно в 51 км к западу от районного центра, села Аулиеколь. Код КАТО — 393641300.

## Население
В 1999 году население села составляло 288 человек (139 мужчин и 149 женщин). По данным переписи 2009 года, в селе проживало 205 человек (104 мужчины и 101 женщина).